# Helge Knöös
Nils Helge Knöös, född 23 augusti 1898 i Lund, död 15 mars 1976 i Mariefred, var en svensk psykiater. 
Knöös blev filosofie kandidat vid Lunds universitet 1919 och medicine licentiat vid Karolinska institutet i Stockholm 1931. Han var överlärare vid Tekniska skolan i Stockholm 1924–1935, blev biträdande läkare vid sinnessjukavdelningen på Långholmens centralfängelse 1932, andre läkare vid Ulleråkers sjukhus i Uppsala 1935, förste läkare vid Lillhagens sjukhus i Göteborg 1936, vid Sankt Lars sjukhus i Lund 1940 och var överläkare vid rättspsykiatriska avdelningen på Psykiatriska sjukhuset i Stockholm (Konradsberg) 1946–1965. Han var sakkunnig i justitiedepartementet rörande ungdomskriminaliteten 1935 samt författade skrifter i psykiatri, rättspsykiatri och alkoholistvård.